# Classless Inter-Domain Routing
Classless Inter-Domain Routing (CIDR) introducerades i början av 1993 och är den senaste förbättringen i sättet som IP-adresser tolkas. Den ersätter den tidigare syntaxen med adresser indelade i klasser. Sättet ger större flexibilitet när större block av IP-adresser skall delas upp i mindre nät. Detta leder till följande fördelar:
- Mer effektivt användande av den begränsade adressrymden i IPv4.
- Större användande av hierarkier i adresstilldelningar samt möjligheten till sammanslagning av prefix (prefix aggregation) vilket minskar belastningen på den globala internetroutingtabellen.

## Bakgrund
IP-adresser är uppdelade i två delar: nätverksadressen (vilken identifierar ett helt nät eller ett subnät) och värdadressen (vilken identifierar en specifik maskinanslutning till nätverket). Denna uppdelning används för att kontrollera hur trafik routas bland IP-nätverk.
Historiskt sett så var IP-adressrymden uppdelad i fem klasser, där varje nätverksklass hade en förutbestämd storlek och ett förutbestämt broadcastsätt. Klassen och längden av subnätmasken och antalet värdar i nätverket kunde alltid bestämmas från de mest signifikanta bitarna i IP-adressen. Utan något annat sätt att specificera längden på subnätmasken blev routingprotokollen tvungna att använda klassen för att bestämma storleken på nätverksprefixen i routingtabellerna.

## CIDR och masker
En subnätmask är en bitmask som visar var nätverksadressen slutar och värdadresserna börjar. CIDR använder en variabel längd på submasken, VLSM (variable length subnet masks), för att allokera IP-adresser till subnät för att passa specifika behov i stället för att använda generella nätverksregler. Uppdelningen mellan nätverk och värd kan ske vid alla bit-gränser i adressen. Processen kan vara rekursiv vilket gör att en del av adressrymden kan bli uppdelad i ännu mindre bitar genom att man använder en mask som täcker fler bitar.
Då de gamla klassuppdelningarna ignoreras så kallas det nya systemet för klasslös routing (classless routing). En följd av detta blev att det gamla systemet kallas för klassfull routing (classful routing).
CIDR/VLSM nätverksadresser används nu över hela internet, de är också använda på andra ställen som till exempel i privata nätverk. I ett normalstort kontors- eller hemmanätverk så ser användaren inte detta i praktiken eftersom nätverken ofta använder speciellt reserverade IP-adresser från RFC 1918.

## Sammanslagning av prefix
En annan vinst med CIDR är möjligheten att slå samman mindre prefix till större (routing aggregation). Som exempel så kan 16 stycken /24 nätverk som ligger i en följd aggregeras till ett /20 nätverk. Två intilliggande /20 nätverk kan slås ihop till ett /19 nät och så vidare. Detta skapar möjligheten att reducera storleken på den globala internet routing-tabellen.

## CIDR-notation
Standardnotationen för ett CIDR-adressblock börjar med nätverksadressen, som sedan fylls upp med nollor till höger, så att en full adress erhålls. Detta följs av ett /-tecken och en prefixlängd i bitar som bestämmer storleken på nätet i fråga (prefixet är egentligen längden på subnätmasken).
Några förtydligande exempel:
- 192.168.0.0/24 representerar de 256 IPv4-adresserna mellan 192.168.0.0 och 192.168.0.255, där 192.168.0.255 är broadcastadressen.
- 192.168.0.0/22 representerar de 1024 IPv4-adresserna mellan 192.168.0.0 och 192.168.3.255, där 192.168.3.255 är broadcastadressen.
- 2002:C0A8::/32 representerar IPv6-adresserna mellan 2002:C0A8:0:0:0:0:0:0 och 2002:C0A8:FFFF:FFFF:FFFF:FFFF:FFFF:FFFF.

För IPv4-adresser finns det en alternativ representation som använder nätverksadressen och nätverkets subnätmask, skrivet som punktavskiljda decimaler:
- 192.168.0.0/24 kan skrivas som 192.168.0.0 255.255.255.0
- 192.168.0.0/22 kan skrivas som 192.168.0.0 255.255.252.0

## Adressegment
Ett adressegment är den del av ett IP-nät som avgränsas med en nätverksmask. Den kan anges i form av fyra decimala tal (255.255.255.0) eller den modernare formen CIDR som anger antalet relevanta bitar (/24). Dessa exempel ger ett segment på 256 unika adresser varav 254 är användbara för servrar eller klienter. x.x.x.0 anger nätverksadressen, x.x.x.255 är en broadcastadress.
En valfri adress krävs dessutom för nätets standardgateway.

## Tabell över sub-nät 1-31
| Hex Mask    | CIDR | Decimal Mask    | Antal adresser | Klassfull          |
| ----------- | ---- | --------------- | -------------- | ------------------ |
| 80.00.00.00 | /1   | 128.0.0.0       | 2048M          | 128 A              |
| C0.00.00.00 | /2   | 192.0.0.0       | 1024M          | 64 A               |
| E0.00.00.00 | /3   | 224.0.0.0       | 512M           | 32 A               |
| F0.00.00.00 | /4   | 240.0.0.0       | 256M           | 16 A               |
| F8.00.00.00 | /5   | 248.0.0.0       | 128M           | 8 A                |
| FC.00.00.00 | /6   | 252.0.0.0       | 64M            | 4 A                |
| FE.00.00.00 | /7   | 254.0.0.0       | 32M            | 2 A                |
| FF.00.00.00 | /8   | 255.0.0.0       | 16M            | 1 A                |
| FF.80.00.00 | /9   | 255.128.0.0     | 8M             | 128 B              |
| FF.C0.00.00 | /10  | 255.192.0.0     | 4M             | 64 B               |
| FF.E0.00.00 | /11  | 255.224.0.0     | 2M             | 32 B               |
| FF.F0.00.00 | /12  | 255.240.0.0     | 1024K          | 16 B               |
| FF.F8.00.00 | /13  | 255.248.0.0     | 512K           | 8 B                |
| FF.FC.00.00 | /14  | 255.252.0.0     | 256K           | 4 B                |
| FF.FE.00.00 | /15  | 255.254.0.0     | 128K           | 2 B                |
| FF.FF.00.00 | /16  | 255.255.0.0     | 64K            | 1 B                |
| FF.FF.80.00 | /17  | 255.255.128.0   | 32K            | 128 C              |
| FF.FF.C0.00 | /18  | 255.255.192.0   | 16K            | 64 C               |
| FF.FF.E0.00 | /19  | 255.255.224.0   | 8K             | 32 C               |
| FF.FF.F0.00 | /20  | 255.255.240.0   | 4K             | 16 C               |
| FF.FF.F8.00 | /21  | 255.255.248.0   | 2K             | 8 C                |
| FF.FF.FC.00 | /22  | 255.255.252.0   | 1K             | 4 C                |
| FF.FF.FE.00 | /23  | 255.255.254.0   | 512            | 2 C                |
| FF.FF.FF.00 | /24  | 255.255.255.0   | 256            | 1 C                |
| FF.FF.FF.80 | /25  | 255.255.255.128 | 128            | 1/2 C              |
| FF.FF.FF.C0 | /26  | 255.255.255.192 | 64             | 1/4 C              |
| FF.FF.FF.E0 | /27  | 255.255.255.224 | 32             | 1/8 C              |
| FF.FF.FF.F0 | /28  | 255.255.255.240 | 16             | 1/16 C             |
| FF.FF.FF.F8 | /29  | 255.255.255.248 | 8              | 1/32 C             |
| FF.FF.FF.FC | /30  | 255.255.255.252 | 4              | 1/64 C             |
| FF.FF.FF.FE | /31  | 255.255.255.254 | 2              | 1/128 C            |
| FF.FF.FF.FF | /32  | 255.255.255.255 | 1              | Detta är en adress |